# Кубок володарів кубків 1974—1975
Кубок володарів кубків 1974–1975 — 15-й розіграш Кубка володарів кубків, у якому перемогу здобуло київське «Динамо», перемігши у фіналі угорський «Ференцварош».

## Учасники
| №п/п | Клуб                    | Турнір                                     |
| ---- | ----------------------- | ------------------------------------------ |
| 1    | «Ліверпуль»             | Володар Кубка Англії 1973—1974             |
| 2    | «Айнтрахт»              | Володар Кубка ФРН 1973—1974                |
| 3    | ПСВ                     | Володар Кубка Нідерландів 1973—1974        |
| 4    | «Болонья»               | Володар Кубка Італії 1973—1974             |
| 5    | «Карл Цейс»             | Володар Кубка НДР 1973—1974                |
| 6    | «Динамо» (Київ)         | Фіналіст Кубка СРСР 1973                   |
| 7    | «Црвена Звезда»         | Фіналіст Кубка Югославії 1973              |
| 8    | «Реал Мадрид»           | Володар Кубка Іспанії 1973—1974            |
| 9    | «Данді Юнайтед»         | Фіналіст Кубка Шотландії 1973—1974         |
| 10   | «Бенфіка»               | Фіналіст Кубка Португалії 1973—1974        |
| 11   | «Ференцварош»           | Володар Кубка Угорщини 1973—1974           |
| 12   | «Славія»                | Володар Кубка Чехословаччини 1973—1974     |
| 13   | «Варегем»               | Володар Кубка Бельгії 1973—1974            |
| 14   | «Гвардія»               | Володар Кубка Польщі 1973—1974             |
| 15   | «Кардіфф Сіті»          | Володар Кубка Уельсу 1973—1974             |
| 16   | «Джиул»                 | Володар Кубка Румунії 1973—1974            |
| 17   | ПАОК                    | Володар Кубка Греції 1973—1974             |
| 18   | «Монако»                | Фіналіст Кубка Франції 1973—1974           |
| 19   | ЦСКА                    | Володар Кубка Болгарії 1973—1974           |
| 20   | «Мальме»                | Володар Кубка Швеції 1973—1974             |
| 21   | «Сьйон»                 | Володар Кубка Швейцарії 1973—1974          |
| 22   | «Аустрія»               | Володар Кубка Австрії 1973—1974            |
| 23   | «Бурсаспор»             | Фіналіст Кубка Туреччини 1973—1974         |
| 24   | «Ванлесе»               | Володар Кубка Данії 1973—1974              |
| 25   | «Ардс»                  | Володар Кубка Північної Ірландії 1973—1974 |
| 26   | «Стремсгодсет»          | Володар Кубка Норвегії 1973                |
| 27   | «Фінн Гарпс»            | Володар Кубка Ірландії 1973—1974           |
| 28   | «Сліма Вондерерс»       | Володар Кубка Мальти 1973—1974             |
| 29   | «Рейпас»                | Володар Кубка Фінляндії 1973               |
| 30   | «Фрам»                  | Володар Кубка Ісландії 1973                |
| 31   | «Енозіс Неон Паралімні» | Фіналіст Кубка Кіпру 1973—1974             |
| 32   | «Авенір»                | Фіналіст Кубка Люксембургу 1973—1974       |

## Перший раунд
| Клуб            | Рахунок        | Клуб          | 1-й матч | 2-й матч |
| --------------- | -------------- | ------------- | -------- | -------- |
| Ліверпуль       | 12:0           | Стремсгодсет  | 11:0     | 1:0      |
| Айнтрахт        | 5:2            | Монако        | 3:0      | 2:2      |
| Бурсаспор       | 4:2            | Фін Гарпс     | 4:2      | 0:0      |
| Данді Юнайтед   | 3:2            | Жиул          | 3:0      | 0:2      |
| Мальме          | 1:1 (пен. 5:4) | Сьйон         | 1:0      | 0:1      |
| Сліма Вондерерс | 3:4            | Рейпас        | 2:0      | 1:4      |
| Славія          | 1:1 (пен. 2:3) | Карл Цейс     | 1:0      | 0:1      |
| Еносіс          | —              | Авенір        | —        | —        |
| ПАОК            | 1:2 (д. ч.)    | Црвена Звезда | 1:0      | 0:2      |
| Бенфіка         | 8:1            | Ванлесе       | 4:0      | 4:1      |
| Ференцварош     | 6:0            | Кардіфф Сіті  | 2:0      | 4:1      |
| Гвардія         | 3:3 (пен. 5:3) | Болонья       | 2:1      | 1:2      |
| ПСВ             | 14:1           | Ардс          | 10:0     | 4:1      |
| Динамо Київ     | 2:0            | ЦСКА Софія    | 1:0      | 1:0      |
| Варегем         | 3:5            | Аустрія       | 2:1      | 1:4      |
| Фрам            | 0:8            | Реал Мадрид   | 0:2      | 0:6      |

## Другий раунд
| Клуб          | Рахунок | Клуб          | 1-й матч | 2-й матч |
| ------------- | ------- | ------------- | -------- | -------- |
| Авенір        | 2:11    | Црвена Звезда | 1:6      | 1:5      |
| Мальме        | 3:1     | Рейпас        | 3:1      | 0:0      |
| Ліверпуль     | 1:1 (г) | Ференцварош   | 1:1      | 0:0      |
| Реал Мадрид   | 5:2     | Аустрія       | 3:0      | 2:2      |
| Айнтрахт      | 3:5     | Динамо Київ   | 2:3      | 1:2      |
| Гвардія       | 1:8     | ПСВ           | 1:5      | 0:3      |
| Данді Юнайтед | 0:1     | Бурсаспор     | 0:0      | 0:1      |
| Карл Цейс     | 1:1 (г) | Бенфіка       | 1:1      | 0:0      |

## Чвертьфінал
| Клуб        | Рахунок        | Клуб          | 1-й матч | 2-й матч |
| ----------- | -------------- | ------------- | -------- | -------- |
| Реал Мадрид | 2:2 (пен. 5:6) | Црвена Звезда | 2:0      | 0:2      |
| Мальме      | 2:4            | Ференцварош   | 1:3      | 1:1      |
| ПСВ         | 2:1            | Бенфіка       | 2:1      | 0:0      |
| Бурсаспор   | 0:3            | Динамо Київ   | 0:1      | 0:2      |

## Півфінал
| Клуб        | Рахунок | Клуб          | 1-й матч | 2-й матч |
| ----------- | ------- | ------------- | -------- | -------- |
| Ференцварош | 4:3     | Црвена Звезда | 2:1      | 2:2      |
| Динамо Київ | 4:2     | ПСВ           | 3:0      | 1:2      |

## Фінал
| 14 травня 1975 20:15 CEST |

| «Динамо» (Київ)              | 3–0      | «Ференцварош» |
| ---------------------------- | -------- | ------------- |
| Онищенко 18', 39' Блохін 67' | Протокол |               |

| «Санкт-Якоб», Базель Глядачів: 10 897 Арбітр: Роберт Девідсон (Шотландія) |

«Динамо»: Євген Рудаков, Володимир Трошкін, Віктор Матвієнко, Стефан Решко, Михайло Фоменко, Володимир Мунтян, Анатолій Коньков, Леонід Буряк, Віктор Колотов, Володимир Онищенко, Олег Блохін.
«Ференцварош»: Іштван Геці, Дьозо Мартош, Іштван Медьєші, Міклош Патакі, Тібор Раб, Тібор Нілаші (Тібор Онхаус, 60), Іштван Юхас, Йожеф Муха, Ференц Сабо, Янош Мате, Іштван Мадяр.
| Володар Кубка володарів кубків 1974–1975 |
| ---------------------------------------- |
| СРСР                                     |
| Динамо Київ Вперше                       |